# Thomas David Anderson
Thomas David Anderson (Edimburgo, 6 de fevereiro de 1853 — 31 de março de 1932) foi um astrônomo amador escocês.
Aos cinco anos de idade seu pai lhe mostrou o cometa Donati, e sua babá também lhe despertou o interesse em astronomia.